# Bank of America Stadium
Das Bank of America Stadium ist ein Footballstadion in der US-amerikanischen Stadt Charlotte im Bundesstaat North Carolina. Es ist die Heimspielstätte der Carolina Panthers aus der National Football League (NFL). Die Anlage ist in Charlottes Zentrum Uptown gelegen und beherbergt auch die Geschäftsstelle der Panthers. In seiner unmittelbarer Nähe befinden sich die Trainingsplätze des Teams. Seit der MLS-Saison 2022 ist das Fußball-Franchise des Charlotte FC aus der Major League Soccer (MLS) im BoA ansässig.
Mit der Kapazität von aktuell 75.523 ist es derzeit das siebtgrößte Stadion der NFL. Als Spitznamen haben sich bei den Fans The Bank oder The BoA eingebürgert. Eher veraltet ist der Beiname The Vault wegen der teilweise gewölbten Fassade. Ihretwegen wird das Stadion gelegentlich mit dem Memorial Coliseum von Los Angeles verglichen.

## Geschichte
Am 15. Dezember 1987 gab Unternehmer Jerry Richardson, früherer NFL-Profi der Baltimore Colts und Einwohner von Charlotte, bekannt, eine NFL-Franchise in seine Heimat holen zu wollen. Vorbild im Laufe des Bewerbungsprozesses war das Basketballteam der Charlotte Hornets (NBA), das 1988 in der Stadt seinen Spielbetrieb aufgenommen hatte und für sehr gute Zuschauerzahlen sorgte. Als mögliche Standorte des neuen Teams benannte Richardson vier Orte in den Bundesstaaten North und South Carolina. Im internen Verfahren machte schließlich Charlotte das Rennen, und am 26. Oktober 1993 ernannte die NFL die Carolina Panthers zu ihrem Expansion Team und zum damals 29. Mitglied.
Um den Bau der Arena mit seiner Gesamtsumme von 248 Millionen US-Dollar ohne Gelder der öffentlichen Hand finanzieren zu können, verkauften die Panthers so genannte personal seat licences (PSL) im Wert von 120 Millionen US-Dollar. Rund 90 Prozent der Sitzplätze im Stadion, etwa 62.000, sind bis heute im Besitz dieser PSL-Holder. Diese müssen trotzdem jährlich eine Saisonkarte lösen. Das Beispiel machte Schule: Weitere Clubs der NFL ließen sich ihr Stadion in der Folge, zumindest teilweise, durch die Fanbasis finanzieren.
Weil das Stadion in Charlotte noch nicht bezugsbereit war, als die Panthers 1995 in die NFL einstiegen, wichen diese in ihrer ersten Saison auf das Memorial Stadium der Universitätsstadt Clemson im Bundesstaat South Carolina aus. Das erste Ligaspiel der Panthers in Charlotte fand schließlich am 1. September 1996 statt, als das Team die Atlanta Falcons empfingen.
In seiner Planungsphase war das Stadion bekannt als Carolinas Stadium (dieser Name wird bis heute für FIFA-Veranstaltungen benutzt) oder Panthers Stadium, eröffnet wurde es 1996 als Ericsson Stadium. Dies aus Sponsoring-Gründen: Das schwedische Telekommunikationsunternehmen Ericsson hatte die Namensrechte am Stadion für eine Summe von 20 Millionen US-Dollar über zehn Jahre erstanden. Seit 2004 trägt es seinen jetzigen Namen, als die Bank of America Ericsson ablöste und für die Summe von 140 Millionen US-Dollar für 20 Jahre als Sponsor einstieg.
Mehrfach wurde die Arena seit der Eröffnung renoviert und vergrößert, zuletzt im Jahr 2017 auf die heutige Kapazität von 75.523. Den signifikantesten Veränderungen wurde es zwischen Januar 2014 und August 2015 unterzogen, als für die Summe von insgesamt 146 Millionen US-Dollar große Teile überholt wurden. Etwa wurden neue Rolltreppen installiert sowie an beiden Querseiten des Spielfeldes doppelt so große Videowände wie bis dahin. Gut die Hälfte des investierten Geldes, 75 Millionen US-Dollar, bezahlte die Stadt Charlotte sowie der Bundesstaat North Carolina, den Rest die Panthers. Dafür verpflichteten sich diese, mindestens sechs Jahre in Charlotte zu bleiben.

## Veranstaltungen
Die Anlage wird mehrheitlich für Footballspiele der Profiliga NFL genutzt, traditionell findet darin jährlich aber auch eines der Endspiele der College-Meisterschaft der NCAA statt, der Belk Bowl.
Weitere sportliche Veranstaltungen waren die NCAA-Fußballmeisterschaft 1999 und 2000, Gruppenspiele des Gold Cups der Jahre 2011, 2015 und 2019 sowie Partien des International Champions Cups. Im Rahmen dieser Testspiel-Serie jeweils in der europäischen Sommerpause liefen etwa die Bundesligisten Bayern München (2016 gegen Inter Mailand) und Borussia Dortmund (2018 gegen Liverpool) im Bank of America Stadium auf.
Der bekannte Prediger Billy Graham, gebürtig aus Charlotte, hielt hier 1996 ein viertägiges Treffen vor jeweils 65.000 Zuschauern ab. Am 10. Oktober 1997 fand ein Konzert der Rolling Stones statt.
Seitdem sich die Stadt Charlotte massiv an der kostspieligen Renovierung ab 2014 beteiligte, hat sie das Recht, das Stadion für fünf Anlässe pro Jahr kostenlos zu mieten. Dieses Kontingent wurde aber nie ausgeschöpft. Der neue Besitzer David Tepper, der 2018 auf Jerry Richardson folgte, kündigte an, dass sich dies unter seiner Führung ändern soll. Den Anfang machte im Mai 2019 ein großes Bierfestival auf dem Rasen des Bank of America Stadiums.

## Merkmale
Unterteilt ist das Stadion in zwei Ränge. Der Unterrang besteht aus den Sitzreihen in Spielfeldnähe (100er-Blöcke) sowie den etwas weiter entfernten 200er- und 300er-Sektoren. Weiter zurückversetzt und überdacht sind die mit 400er-Zahlen nummerierten Logen sowie die Medienplätze. Im Oberrang befinden sich die 500er-Sektoren. Diese sind nur über Rampen oder Rolltreppen zu erreichen. Über sie erheben sich die vier markanten Flutlichtmasten.
Außerhalb des Stadions stehen mehrere Statuen. Bei allen Eingängen stehen zwei überlebensgroße, brüllende Bronze-Panther. In jedem ihrer Sockel sind die Namen der Fans eingraviert, die im Stadion eine personal seat licence besitzen.
Zum 80. Geburtstag von Jerry Richardson im Jahr 2016 wurde auch dem Teamgründer und langjährigen Besitzer ein Denkmal gesetzt. Auch er von zwei Panther flankiert. Als Ende 2017 gegen ihn eine Untersuchung der NFL wegen ungebührlichen Verhaltens gegenüber der Angestellten eingeleitet wurde, sah sich Richardson gezwungen, das Team zu verkaufen. Nach seiner Übernahme des Teams erklärte David Tepper, es sei ihm aus vertraglichen Gründen nicht erlaubt, die fast vier Meter große Statue seines Vorgängers wieder zu entfernen. Dagegen ersetzte Tepper das unter Richardson jeweils in der Mitte des Spielfeldes aufgemalte NFL-Logo durch das Logo der Panthers und kam so einem langgehegten Wunsch der Fans nach.
Des Weiteren mit Bronzestatuen gewürdigt werden Mike McCormack, nach der Gründung der erste General Manager des Clubs, sowie Sam Mills. Der kleingewachsene Linebacker war ab der ersten Saison Teil der Panthers. Nach drei Jahren beendete er seine Karriere als Spieler und wurde Assistenztrainer beim Club. 2003 wurde bei ihm Darmkrebs diagnostiziert, seinen Job behielt er trotzdem. In jener Saison stießen die Panthers bis in den Super Bowl XXXVIII vor, und auf dem Weg dahin inspirierte Mills die Spieler vor einem Playoffspiel gegen die Dallas Cowboys mit einer denkwürdigen Ansprache, bei der er unter anderem die Parole Keep Pounding (Stampft immer weiter) verwendete. Dies ist bis heute der Schlachtruf der Fans und im Kragen des offiziellen Jerseys eingestickt. Mills starb am 18. April 2005. Seine Rückennummer 51 wird bei den Panthers seither nicht mehr vergeben.

## Zukunft
Als Jerry Richardson die Panthers Ende 2017 zum Verkauf anbot, äußerten interessierte Käufer das Ansinnen, für das Team ein neues Stadion bauen zu wollen und die Panthers sogar in eine andere Stadt zu zügeln. David Tepper, der für den Kaufpreis von 2,275 Milliarden US-Dollar schließlich den Zuschlag erhielt, sprach sich dagegen aus: Charlotte sei die natürliche Heimat der Panthers.
Allerdings erwägt Tepper, die Trainingsplätze und Geschäftsstelle des Teams nach Fort Mill in South Carolina zu dislozieren. Der Ort liegt gleich jenseits der Grenze zum benachbarten Bundesstaat, nur wenige Kilometer südlich von Charlotte. Vorbild sollen die Räumlichkeiten der Dallas Cowboys in Arlington, Texas sein. In der dicht bebauten Innenstadt von Charlotte fehlt dagegen der Platz, um ein vergleichbares Trainingszentrum zu erstellen. Gerechnet wird mit Baukosten von 150 Mio. US-Dollar und einer Bauzeit von vier Jahren.
Um die Zeit bis zur Fertigstellung der Anlage in Fort Mill zu überbrücken, wurden die bestehenden Trainingsplätze beim Bank of America Stadium provisorisch mit einer sogenannten Bubble überdacht. Die Halle wurde am 19. August 2019 in Betrieb genommen. Auch für das Stadion selbst erwähnte Tepper schon die Möglichkeit eines Dachs.

## Galerie

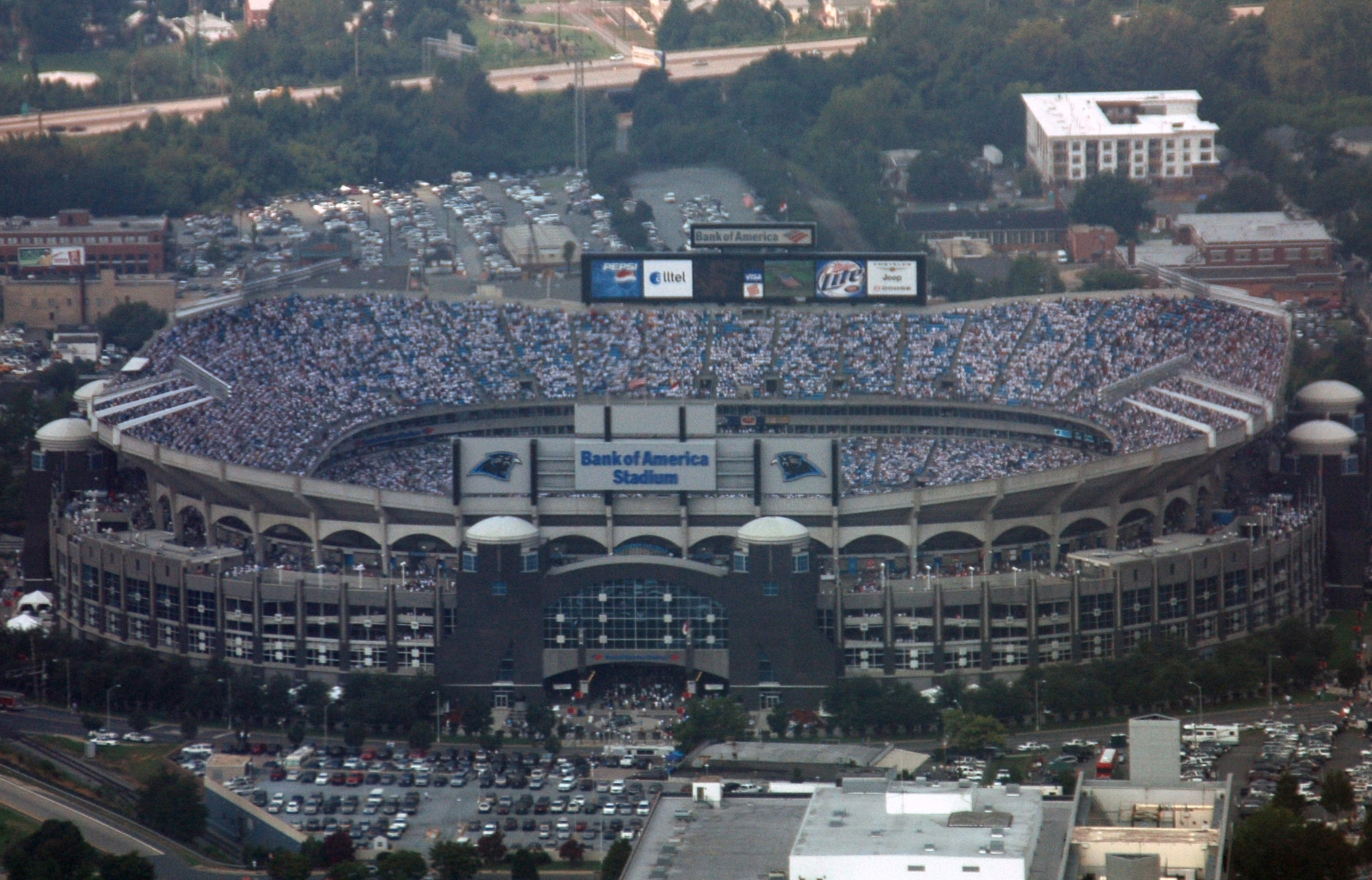
Außenansicht des Stadions vor der großen Renovierung ab 2014 (mit den alten Scoreboards)
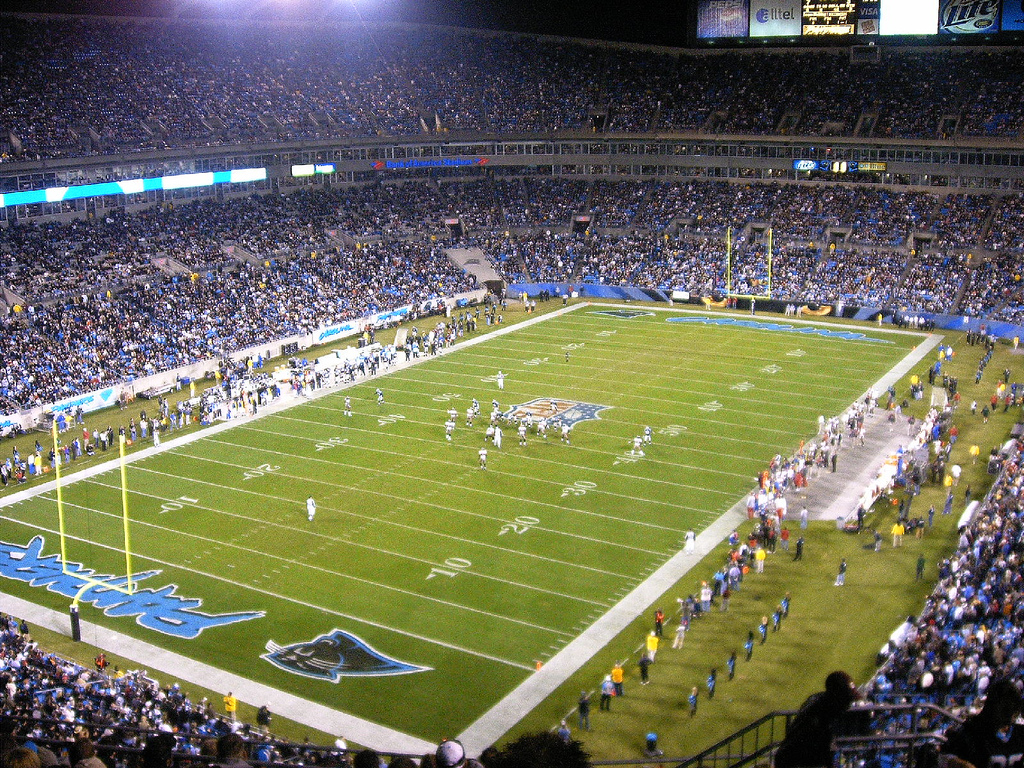
Innenansicht des Stadions vor der Renovierung
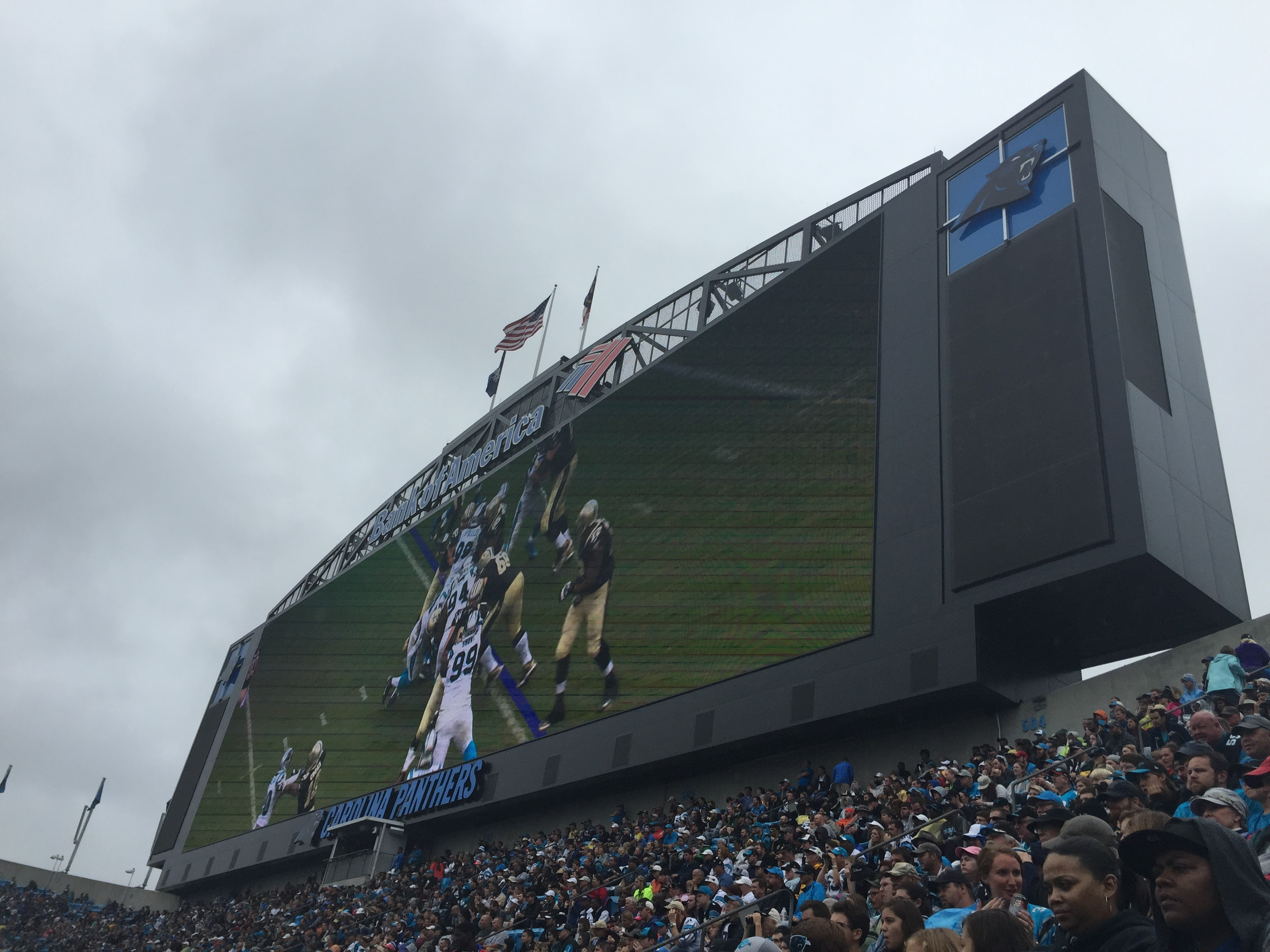
Die 2015 neu installierten Videowände. Doppelt so groß wie die früheren